# Acontius lesserti
Acontius lesserti är en spindelart som först beskrevs av Roewer 1953.  Acontius lesserti ingår i släktet Acontius och familjen Cyrtaucheniidae.
Artens utbredningsområde är Kongo. Inga underarter finns listade i Catalogue of Life.